# Léxico de la lengua portuguesa

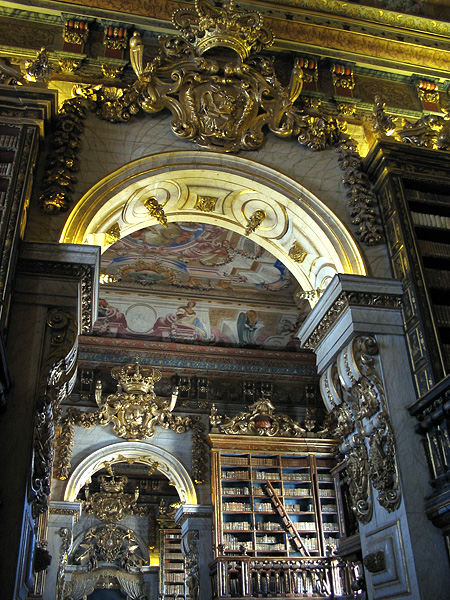
Biblioteca de estilo barroco de la Universidad de Coímbra.

El Diccionario Houaiss de la Lengua Portuguesa, con cerca de 228 500 entradas, 376 500 acepciones, 415 500 sinónimos, 26 400 antónimos y 57 000 palabras arcaicas, es un ejemplo de la riqueza del léxico de la lengua portuguesa. Según un informe de la Academia Brasileña de Letras, la lengua portuguesa tiene actualmente cerca de 356 000 unidades léxicas. Esas unidades están recogidas en el Vocabulario Ortográfico de la Lengua Portuguesa.

## Historia
La mayor parte del léxico del portugués deriva del latín, ya que el portugués es una lengua románica, como el italiano, el francés o el español. Sin embargo, a causa del origen celta de Portugal y la participación del país en la Era de los Descubrimientos, se introdujeron préstamos de todo el mundo. En el siglo XIII, por ejemplo, el léxico del portugués tenía cerca de 80% de sus palabras de origen latino y aproximadamente un 20% eran de origen prerromano (sobre todo celtas), de origen germánico o procedentes del árabe. Actualmente, la lengua portuguesa tiene préstamos de lenguas tan diferentes como el tupí, el kikongo, el kimbundu, el umbundu, el occitano, el neerlandés, el hebreo, el persa, el quechua, el chino, el turco, el japonés, el alemán, el ruso, el inglés, el francés, el italiano o el español. También hubo influencia de algunas lenguas africanas.

### Voces prerromanas
Relativamente pocas palabras en portugués tienen origen prerromano, ya fueran de pueblos galaicos, lusitanos, célticos o conios.  Algunos ejemplos notables son las palabras prerromanas abóbora, bezerro y otras, que tienen origen en el celtíbero; con más de mil palabras comunes, como cerveza y cervejaria (a través de la palabra latina cervisia), y del celta, aliso, pantano, brejeiro, carro, camino, colmeia, galhardete, garra, agarrar, menino, petisco, petiscar, rego, saia, seara, tojo, trevo, varanda, vereda.

### Germanismos
En el siglo V, las regiones de Gallaecia y Lusitania fueron conquistadas por los pueblos germánicos, entre ellos fundamentalmente suevos y visigodos. Esos pueblos adoptaron la civilización romana y su lenguaje; sin embargo, también contribuyeron con bastantes palabras al léxico portugués, palabras como espora, estaca, guerra, laverca, brita, marco, maga, esmagar, brêtema, gabar, fita, sá, del suevo y gótico. La influencia germánica también existe en topónimos y patronímicos de origen suevo y godo como Gondomar de Gundemari, Baltar de Baltarii, Sandiães genitivo germánico del nombre Sindila, Sa, Saa, Sas, Sá que derivan de la palabra germánica sal ("casa, atrio"), Ermesinde, Esposende y Resende, donde sinde y sende, son derivados del germánico sinths ("expedición militar"). En el caso de Resende, el prefijo re- viene del germánico reths ("consejo").

### Arabismos
Entre los siglos IX y XIII, el portugués adquirió cerca de 800 palabras del árabe, debido a la influencia musulmana en la península ibérica. Estas palabras son muchas veces reconocidas por el artículo inicial árabe "a(l)-" e incluyen palabras comunes como aldeia de الضيعة (aldai`a), alface de الخس (alkhass), almazém de المخزن (almakhzan) y azeite de الزيت (azzait). El nombre de la moneda mozambiqueña, metical, es derivada de la palabra متقال (mitqāl), una unidad de peso. La palabra Mozambique en sí proviene del nombre árabe del sultán Muça Alebique (Musa Alibiki).

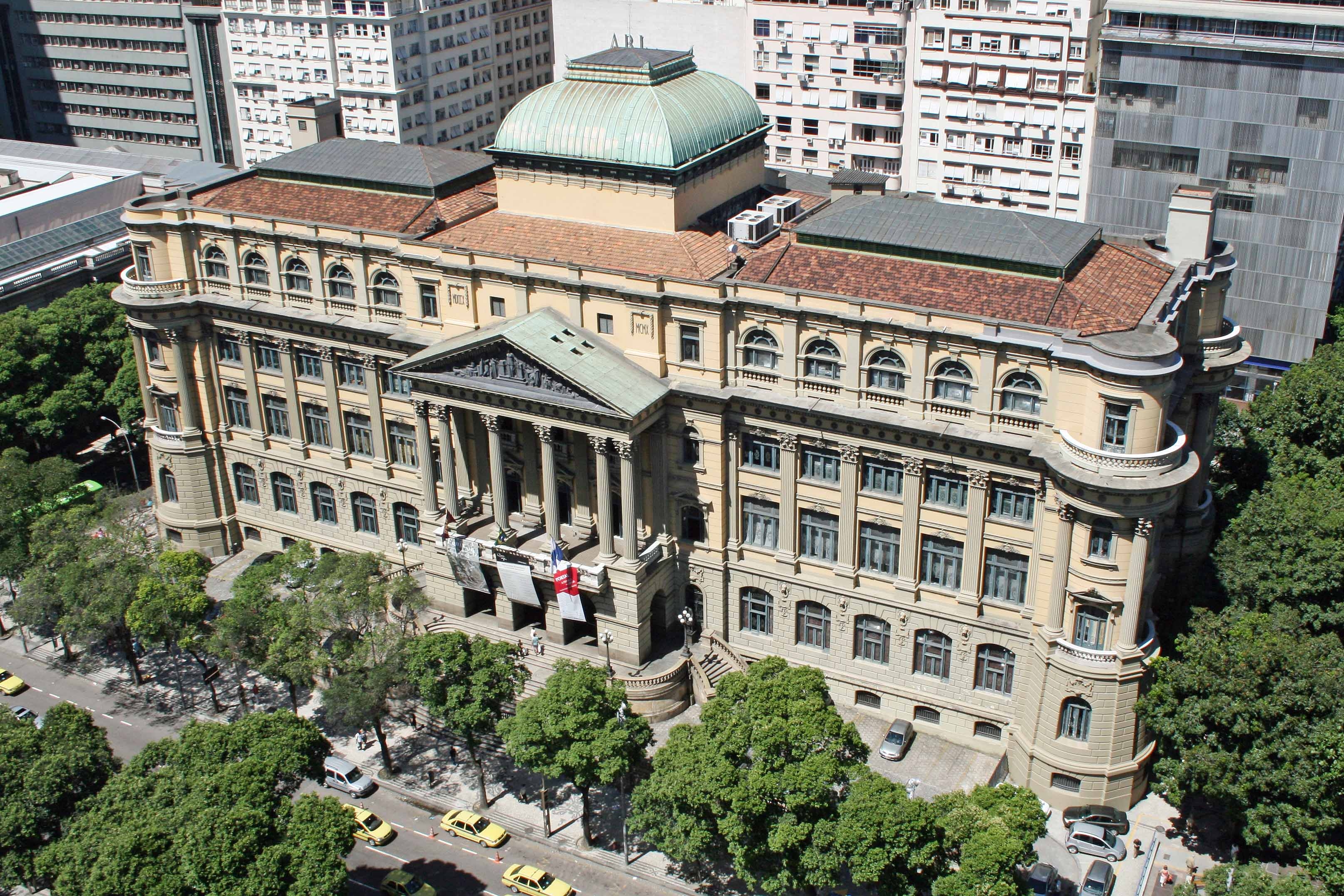
Biblioteca Nacional de Brasil, en Río de Janeiro, la mayor de América Latina.

### Espanholismos

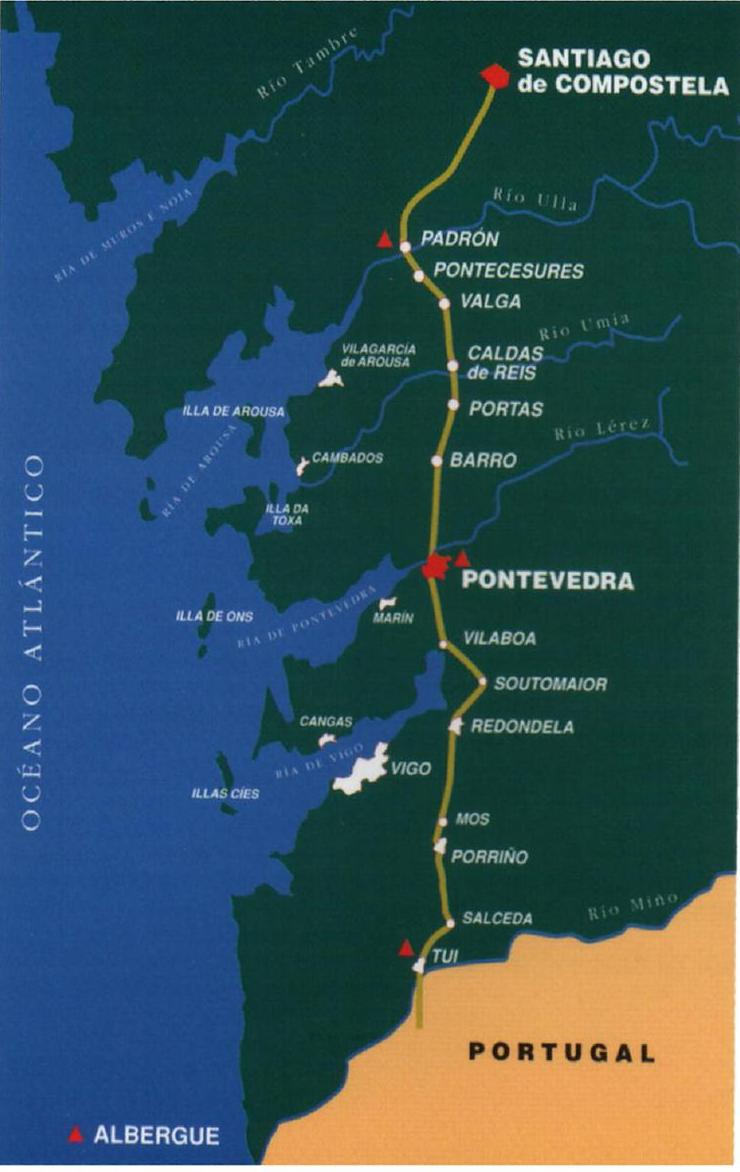
Ruta del Camino de Santiago portugués.

Durante la Edad Media y el Renacimiento, la presencia de españolismos fue abundante. Autores como Camoens escribían en ambas lenguas peninsulares. Además, el Camino de Santiago portugués aumentó el contacto con la lengua gallega y el castellano. Entre las voces españolas figuran: cuesta, siesta, esquerda, pizarra, mármol o autonomía.

### Expediciones
En el siglo XV, las expediciones marítimas portuguesas llevaron a la introducción de extranjerismos de muchas de las lenguas asiáticas. Por ejemplo, catana del japonés katana y té del chino té.

### Americanismos
De Sudamérica vino la palabra patata del taíno, ananás y abacaxi del tupí-guaraní "naná" y del tupí "ibá cati", respectivamente (dos especies de abacaxi), y tucano del guarani "tucano".

### Africanismos
Del siglo XVI al XIX, a causa del papel de Portugal como intermediario en el comercio de esclavos en el Atlántico, y el establecimiento de grandes colonias portuguesas en Angola, Mozambique y Brasil, el portugués sufrió influencia de varios idiomas africanos y amerindios, especialmente para los nombres de la mayoría de los animales y plantas encontrados en esos territorios. Aunque esos hayamos sean usados principalmente en las excolonias, muchos se hicieron usados en el portugués europeo también. Del kimbundu, por ejemplo, vino cafuné de kifumate, caçula de kusula, marimbondo y bungular de kubungula.
Finalmente, el idioma portugués recibió, en el transcurrir de los años, un flujo constante de extranjerismos de otros idiomas europeos. Por ejemplo: melena, fiambre y castellano proceden del español; del francés vinieron crochet, paletot, bâton y filet; del italiano vinieron maccherone, piloto y carrozza; y del inglés, beef, football, revolver, stock y folklore.